# Füzesgyarmatfürdő megállóhely
Füzesgyarmatfürdő megállóhely egy Békés vármegyei vasúti megállóhely Füzesgyarmat településen, a MÁV üzemeltetésében. A település lakott területének délnyugati szélén helyezkedik el, közúti elérését egy, a 4212-es útból kiágazó önkormányzati út biztosítja.

## Vasútvonalak
A megállóhelyet az alábbi vasútvonalak érintik:
- Kötegyán–Püspökladány-vasútvonal

## Kapcsolódó állomások
A megállóhelyhez az alábbi állomások vannak a legközelebb:
- Szeghalom vasútállomás (Kötegyán–Püspökladány-vasútvonal)
- Füzesgyarmat vasútállomás (Kötegyán–Püspökladány-vasútvonal)

## Forgalom
| Járat        | Útvonal | Gyakoriság     |
| ------------ | --- | -------------- |
| személyvonat | Püspökladány – Püspökladány-Vásártér – Hosszúhát – Szerep – Sárrétudvari – Biharnagybajom – Füzesgyarmat – Füzesgyarmatfürdő – Szeghalom (– Vésztő) | Kb. 2 óránként |